# 張善相
张善相（6世纪—619年6月12日），隋末唐初许州襄城（今河南省汝州市）人。
隋朝大业末年，为里长，督县兵，驱逐小盗，被部众所依附，于是据襄城郡，归附李密。李密失败归唐，后又脱唐，唐将盛彦师判断李密想投靠张善相，果然将李密截杀。
武德二年（619年）正月廿六日，以襄城郡归顺唐朝，唐高祖任命他为伊州总管。王世充多次攻打伊州，张善相遣使请救。外援不至，城中粮尽，自知必败，对僚属说：“我死你们当斩我头送给王世充。”众人哭着说：“宁与公同死，终不独生！”四月廿五日，城陷被擒，送于王世充，辞色不屈，大骂王世充，被害。高祖叹道：“吾负张善相，张善相不负吾。”封其子为襄城郡公。

## 延伸阅读
[在维基数据编辑]
 《舊唐書/卷187上》，出自刘昫《舊唐書》
 《新唐書·卷191》，出自《新唐書》